# Ruhrfrage

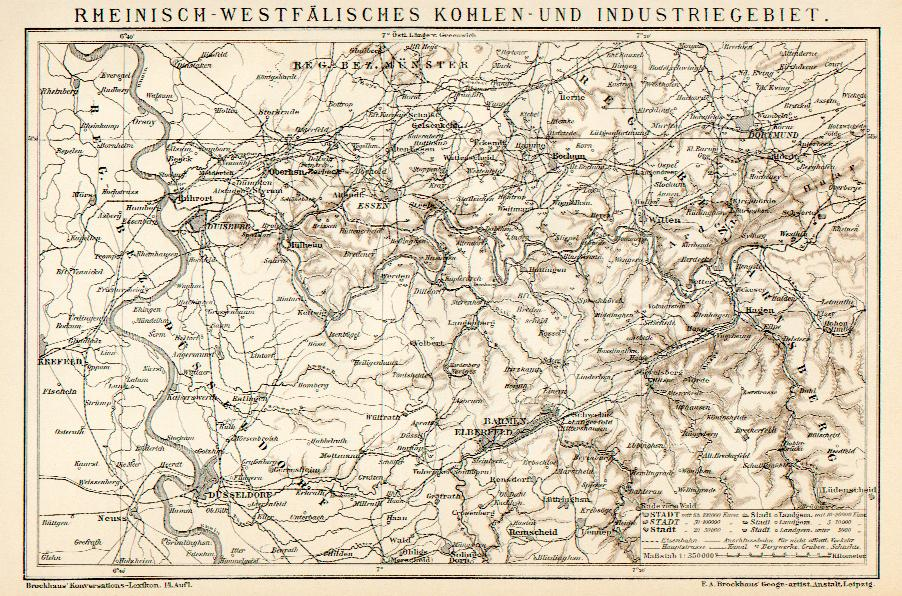
Karte des Rheinisch-Westfälischen Kohlen- und Industriegebiets, 1896

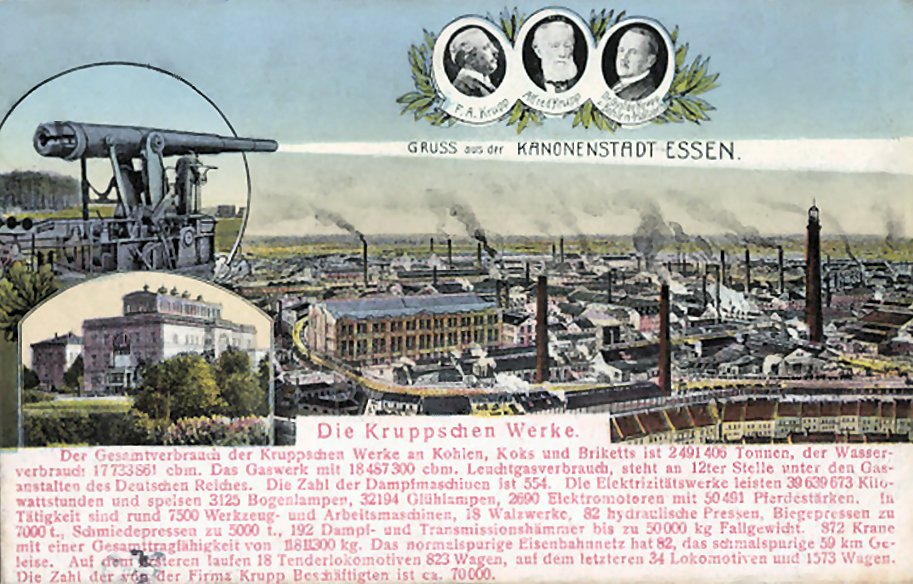
„Gruß aus der Kanonenstadt Essen“ (Postkarte mit Darstellung der „Kruppschen Werke“, 1913) – Die Postkarte kokettiert mit der Leistungskraft eines kruppschen Eisenbahngeschützes, in dessen Schussstrahl die Grußworte eingeschrieben sind.

Die Ruhrfrage war ein politischer Topos, den die Siegermächte nach dem Ersten und nach dem Zweiten Weltkrieg auf die politische Tagesordnung setzten, um über die Frage zu entscheiden, wie mit dem beachtlichen wirtschaftlichen und technologischen Potenzial des Industriegebiets an Rhein und Ruhr umgegangen werden soll. Eine Kontrolle dieses Industriegebiets war ein besonders von Frankreich verfolgtes nationales und sicherheitspolitisches Anliegen, nachdem es im Deutsch-Französischen Krieg sowie in den Weltkriegen wahrgenommen hatte, dass die an Rhein und Ruhr konzentrierten wirtschaftlichen und technologischen Potenziale das Königreich Preußen bzw. das Deutsche Reich militärisch in die Lage versetzt hatten, Frankreich zu bedrohen, zu bekämpfen und zu besetzen. Verknüpft war die Ruhrfrage mit der Frage der Abtragung interalliierter Kriegsschulden, der Deutschen Frage sowie der Elsaß-, Lothringen- und Saarfrage. Damit in engem Zusammenhang standen außerdem die alliierte Rheinlandbesetzung (1919–1930), die Ruhrbesetzung (1923–1924/1925), die Gründung des Landes Nordrhein-Westfalen (1946), der Monnet-Plan (1946–1950), der Marshallplan (1948–1952), das Ruhrstatut (1949–1952), der Schuman-Plan (1950) und die Gründung der Europäischen Gemeinschaft für Kohle und Stahl (1951). Der politische Umgang mit der Ruhrfrage wird Ruhrpolitik genannt. Mit erweitertem Blick auf das Rheinland, dessen Besetzung und 1923 dort stattfindende Versuche der Gründung einer Rheinischen Republik werden die Begriffe Rhein- und Ruhrfrage oder Rhein-Ruhr-Frage verwandt.

## Geschichte

### Ruhrbesetzung

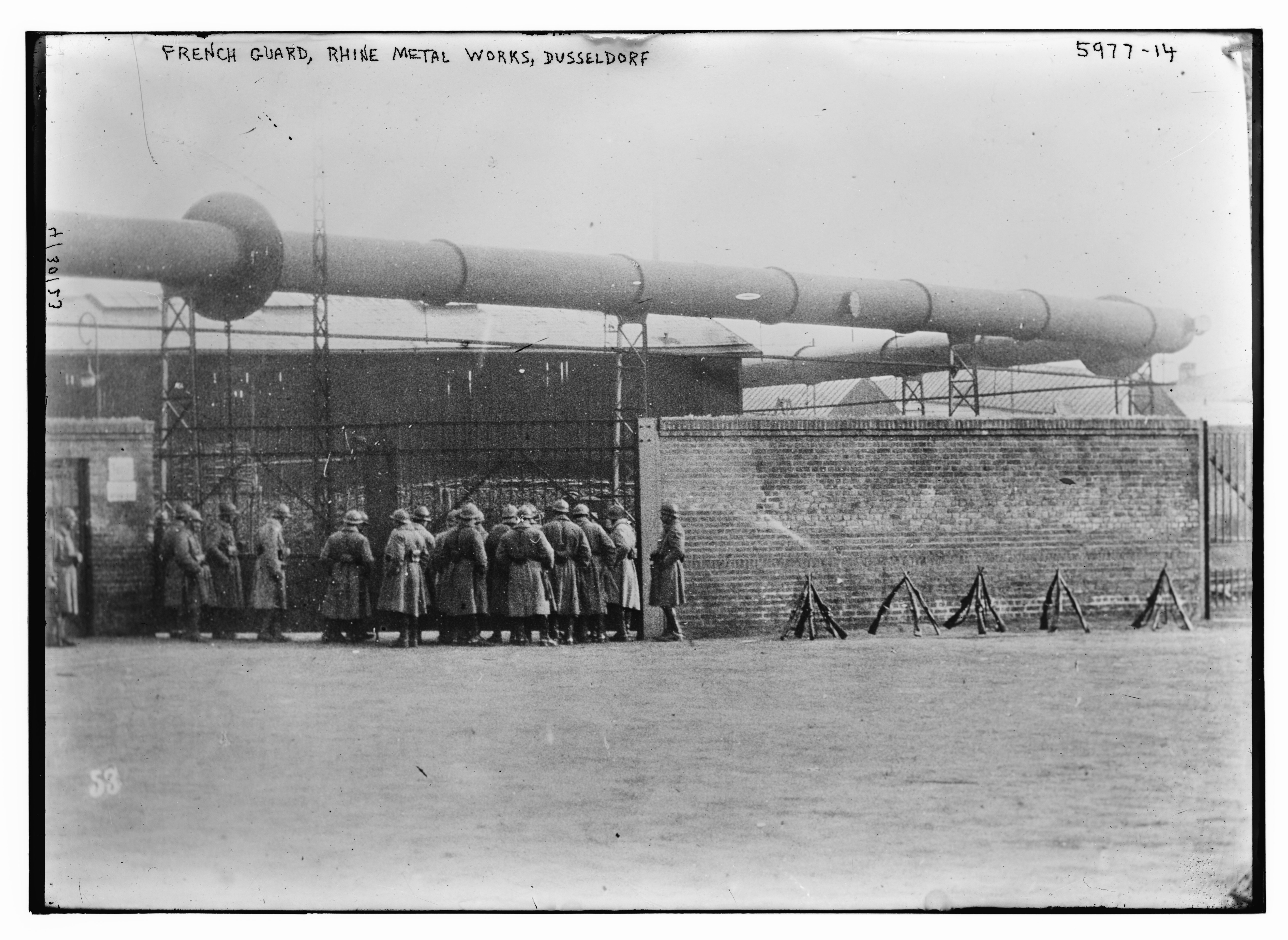
Französische Soldaten während der Ruhrbesetzung auf dem Gelände der Firma Rheinmetall in Düsseldorf

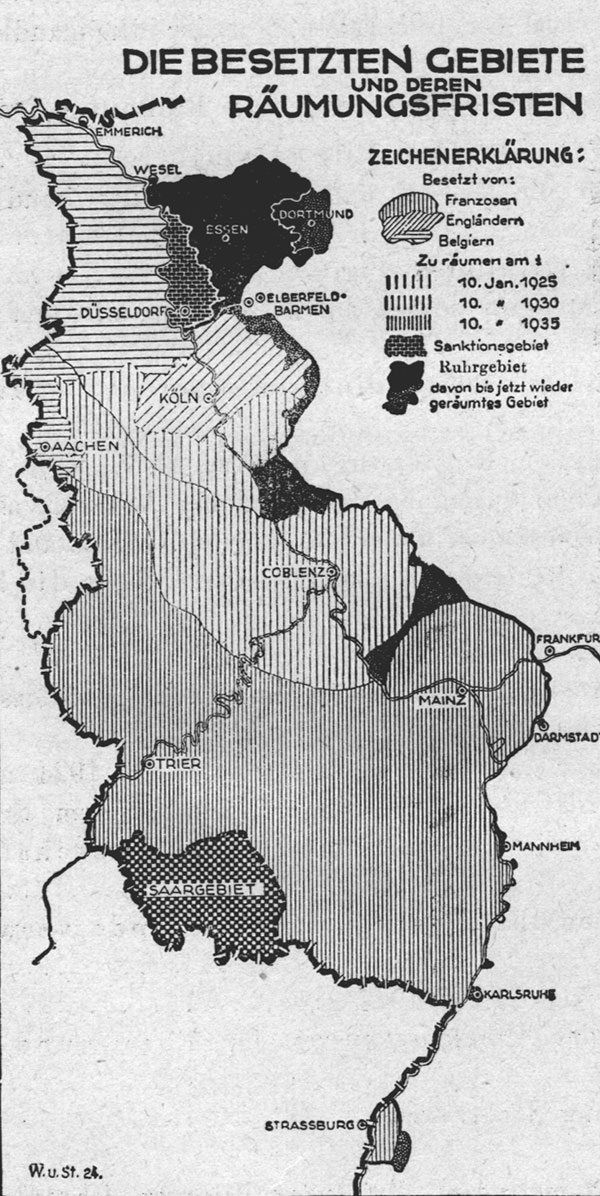
Gebiet der Ruhr- und Rheinlandbesetzung (1923)

Schon zu Beginn der 1920er Jahre war die Ruhrfrage ein wichtiges Thema deutsch-französischer Auseinandersetzungen, da aus französischer Sicht das Gebiet und große Teile der Industrien an Rhein und Ruhr, beispielsweise die Rüstungsindustrie in den Werken der Firmen Krupp in Essen und Rheinmetall in Düsseldorf, als „Waffenkammer Deutschlands“ wahrgenommen wurden. Nachdem Frankreich deren Stärke im Deutsch-Französischen Krieg 1870/1871 und im Ersten Weltkrieg 1914–1918 traumatisch erfahren hatte, hatte es in den Verhandlungen, die 1919 zum Friedensvertrag von Versailles führten, zunächst auf die Anlage eines „Sicherheitsglacis“ gegen Deutschland in Form der Abtretung des linken Rheinufers gedrängt. In Form einer weitgehenden Demilitarisierung und Rüstungsbeschränkung für Deutschland und in einer alliierten Rheinlandbesetzung konnte es schließlich Aspekte dieser Forderung verwirklichen. Ferner konnte Frankreich im Zusammenspiel mit den anderen Siegermächten erreichen, dass Deutschland erhebliche Reparationsverpflichtungen für die im Ersten Weltkrieg verursachten Schäden auferlegt wurden. Die Reparationen waren dafür vorgesehen, interalliierte Kriegsschulden durch Rückzahlung von Krediten, die während des Ersten Weltkriegs vor allem von den Vereinigten Staaten zur Finanzierung des Krieges gewährt worden waren, abzubauen. Falls das Deutsche Reich die Reparationsforderungen nicht erfüllen würde, wurde in den Verhandlungen zum Londoner Zahlungsplan damit gedroht, das Ruhrgebiet – damals verstanden als Rheinisch-Westfälisches Kohlen- und Industriegebiet mit der Lippe im Norden, Dortmund im Osten und Düsseldorf im Süden – zu besetzen. Als Deutschland mit der Leistung der Reparationen in Verzug geraten war, begannen Frankreich und Belgien 1921 mit der Besetzung der Städte Düsseldorf, Duisburg sowie Ruhrort und 1923 mit der Besetzung des restlichen Ruhrgebietes bis Dortmund im Osten. Die Ruhrbesetzung – einschließlich der Kontrolle über Fabriken und Zechen – dauerte bis 1924, als durch den Dawes-Plan eine neue Übereinkunft erzielt worden war. In Düsseldorf, wo der beschlagnahmte Stahlhof als Kommandozentrale der Ruhrbesetzung fungiert hatte, fand der Abzug französischen Militärs erst am 25. August 1925 statt.

### Neuordnung Deutschlands und Europas nach dem Zweiten Weltkrieg

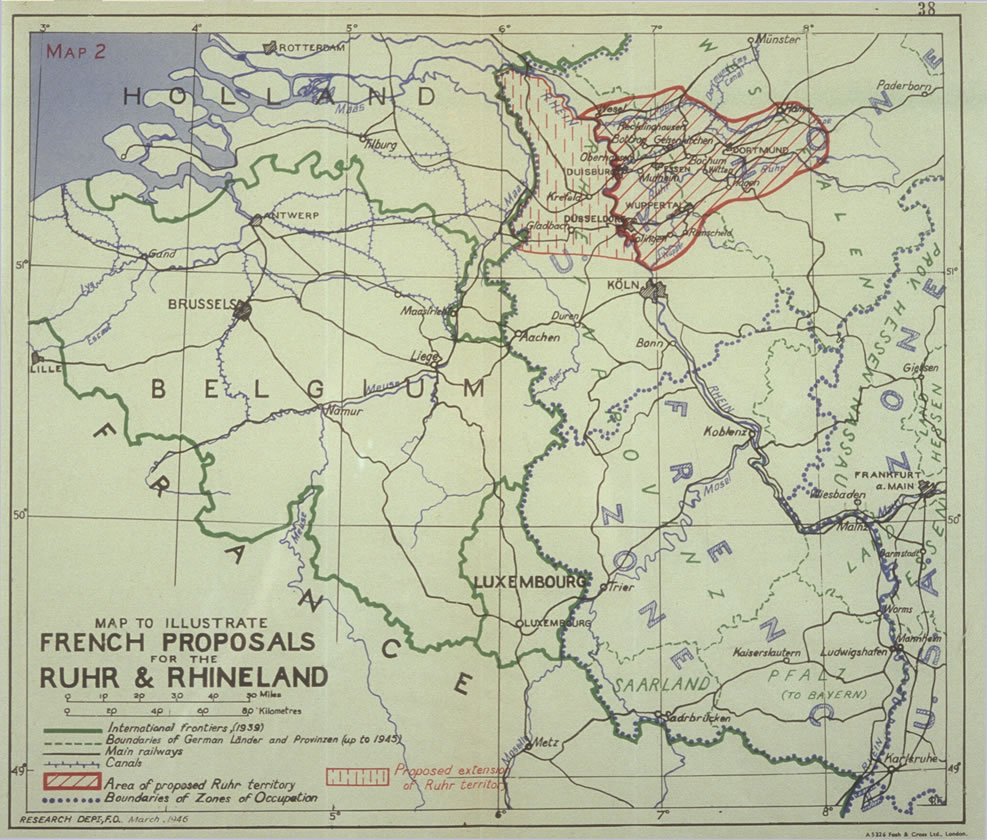
Nach einem nicht verwirklichten französischen Entwurf vom 11. März 1946 sollte das Ruhrgebiet und der angrenzende Niederrhein („Ruhr-Rhénanie“) unter ein spezielles Besatzungsregime der Alliierten gestellt werden.

Am Ende des Zweiten Weltkriegs stellte sich den Alliierten erneut die Frage, wie mit den wirtschaftlichen und technologischen Potenzialen an Rhein und Ruhr umzugehen sei. Innerhalb der französischen Überlegungen zur Zukunft Deutschlands nahm die Ruhrfrage den ersten Rang ein. Der industrialisierte Raum an Rhein und Ruhr, der in der nationalsozialistischen Propaganda zur „Waffenschmiede des Reiches“ hochstilisiert worden war, stellte auch für Frankreich am Ende des Zweiten Weltkriegs weit mehr als bloß ein Industriegebiet dar, sondern „das Symbol deutscher Macht und die Quelle französischer Demütigung“. Bereits am 5. Februar 1945 trug Frankreichs provisorischer Regierungschef Charles de Gaulle in einer Rundfunkrede daher die Vorstellung vor, das „Ruhrbecken“ von einem eventuellen zukünftigen deutschen Staat – oder von deutschen Staaten – zu lösen. Auf den Konferenzen der Alliierten, in denen die Ruhrfrage zwischen 1945 und 1949 verstärkt auf die Tagesordnung kam, waren es vor allem französische Vorschläge, die hierzu unterbreitet wurden. Auf der Außenministerkonferenz, die vom 11. September bis zum 2. Oktober 1945 in London stattfand, brachte der französische Außenminister Georges Bidault ein Memorandum vom 13. September 1945 in Umlauf, worin es hieß, Frankreich betrachte die Abtrennung des Rheinlandes und Westfalens einschließlich des Ruhrgebiets vom Deutschen Reich als „unerläßlich für den Schutz der Grenze und als wesentliche Voraussetzung für die Sicherheit Europas und der Welt.“ Ein wichtiger Gesichtspunkt war Franzosen und benachbarten westeuropäischen Ländern, dass ihre Wirtschaft für den zu leistenden Wiederaufbau mit Kohle und Stahl aus dem Ruhr- und Saargebiet versorgt wurde. Im Hinblick auf den Stahlsektor beabsichtigte Frankreich durch den Monnet-Plan die französische Stahlproduktion auszuweiten und der deutschen Stahlproduktion eine Kapazitätsbeschränkung aufzuerlegen, nachdem es verstanden hatte, dass es für eine Abtrennung des Industriegebietes an Rhein und Ruhr nicht die Zustimmung der anderen Alliierten erhalten werde. Die Sowjetunion nahm den Standpunkt ein, dass das Industriegebiet an Rhein und Ruhr unter eine gemeinsame alliierte Kontrolle nach dem Konzept des Viermächte-Status zu stellen sei. Die Vorstellung allerdings, die Sowjetunion könne über das für den Wiederaufbau Europas bedeutende Industriegebiet an Rhein und Ruhr mitentscheiden, war den drei Westalliierten zuwider. Grundsätzliche Meinungsunterschiede, die in dieser Zeit über verschiedene Fragen der Neuordnung Europas und der Welt zu Spannungen zwischen der Sowjetunion und den Westalliierten führten, ließen die Anti-Hitler-Koalition auseinanderbrechen und führten zum Beginn des Kalten Krieges.
Entschiedener Gegner von Plänen einer französischen Annexion oder eines französischen Supremats an Rhein und Ruhr war der britische Außenminister Ernest Bevin. In einem Memorandum vom 13. Juni 1946 schrieb er über die Ruhrfrage mit historischem Blick auf die Ruhrbesetzung von 1923 bis 1925 und ihre Folgen für die Weimarer Republik:

„Finally, it is impossible to consider this question without reference to the disastrous Ruhr experiment of 1923, when the French tried to put into operation similar plans to those which they have now put forward and for the same reasons. This experiment retarded the recovery of Europe after the last war, precipitated the great inflationary wave of 1923–25 and stifled the infant Republic of Weimar and so contributed to paving the way of National Socialism. That fact that the French forget this experiment in their present arguments is yet another proof, that, as a result of their experiences at the hand of the Germans they are unable to view this question in a balanced and objective manner. Because we sympathise with sufferings there is no reason why we should adopt the restorted view which results from them.“

„Abschließend gesagt ist es unmöglich, über diese Frage nachzudenken, ohne sich auf das verheerende Ruhr-Experiment des Jahres 1923 zu beziehen, als die Franzosen aus ähnlichen Gründen ähnliche Pläne verfolgten. Dieses Experiment verzögerte die Erholung Europas nach dem letzten Krieg, führte die große Inflationswelle der Jahre 1923 bis 1925 herbei, erstickte die junge Weimarer Republik und trug so dazu bei, dem Nationalsozialismus den Weg zu ebnen. Die Tatsache, dass die Franzosen dieses Experiment in ihrer heutigen Argumentation vergessen haben, ist ein weiterer Beleg dafür, dass sie im Ergebnis ihrer Experimente an den Deutschen unfähig sind, diese Frage in einer ausgewogenen und objektiven Weise zu betrachten. Dass wir mit Opfern sympathisieren, ist kein Grund, die Sicht eines Opfers einzunehmen.“

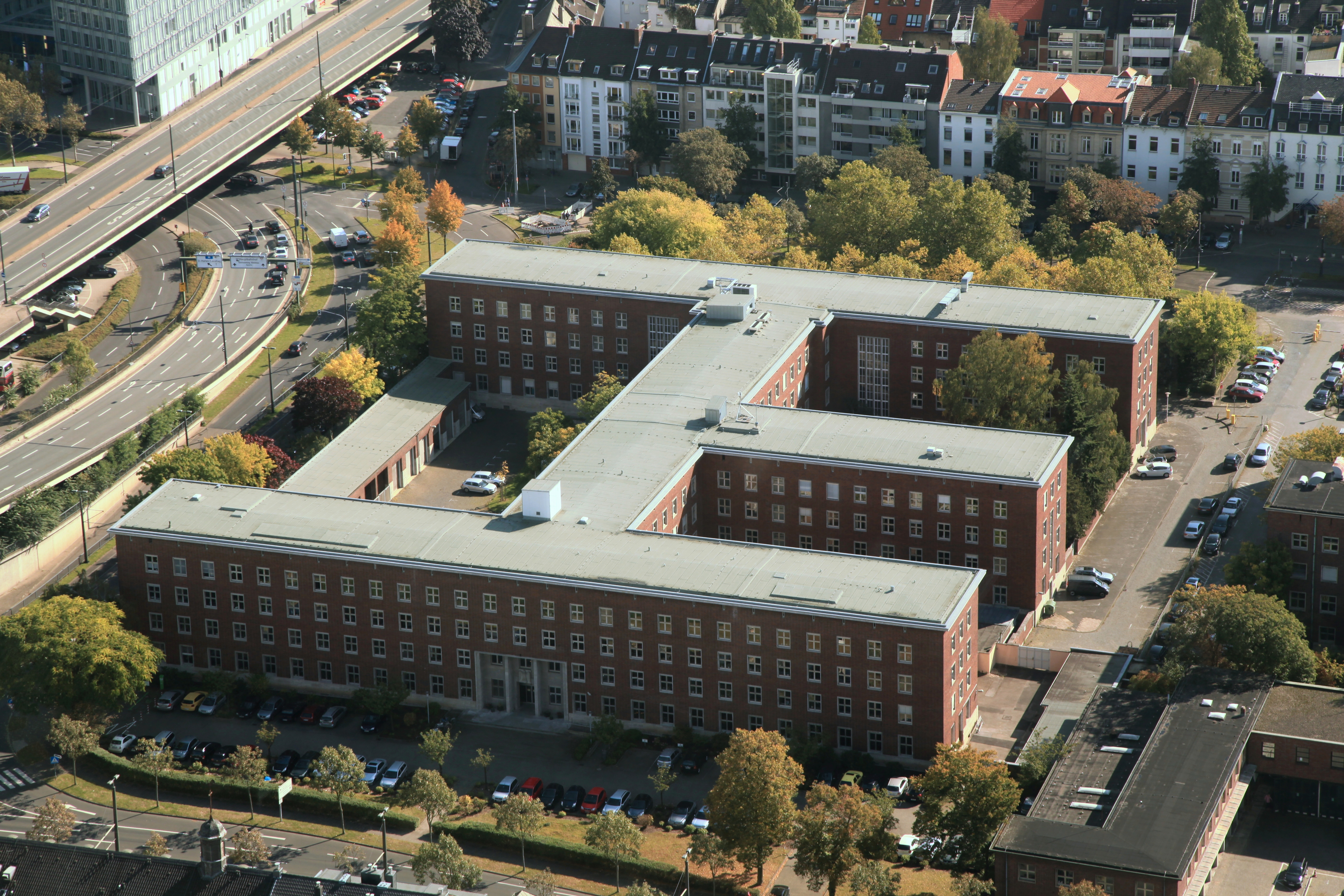
Atlantikhaus im Regierungsviertel von Düsseldorf, von 1949 bis 1953 Sitz der Internationalen Ruhrbehörde, heute Ministerium für Heimat, Kommunales, Bau und Digitalisierung des Landes Nordrhein-Westfalen

Weil die französische Seite bei ihren Vorschlägen zur Lösung der Ruhrfrage vielfach auf Widerstände stieß, insbesondere bei Briten (die mit der Gründung des Landes Nordrhein-Westfalen seit 1946 zunächst ihr eigenes Konzept verfolgten, bei dem neben Demontagen die Sozialisierung der Montanindustrie in den Blick genommen wurde) und bei Amerikanern (die aufgrund der Truman-Doktrin seit 1947 eine Containment-Politik betrieben, die Ziele des Marshallplans im Auge hatten, Demontagen ablehnten und den Sozialisierungsbestrebungen der Briten entgegentraten), entwickelte sie 1948 schließlich die erste Idee für ein Ruhrstatut, das eine internationale Aufsicht und einen internationalen Zugang zu Kohle- und Stahlprodukten von Rhein und Ruhr vorsah. Die Sowjets sollten nach diesem Konzept jedoch außen vor bleiben und keine Aufsicht haben. Diese Idee bildete dann die Grundlage für weitere Gespräche unter den Westalliierten. Erst nachdem die Ruhrfrage zwischen Frankreich, dem Vereinigten Königreich und den Vereinigten Staaten mit der Londoner Sechsmächtekonferenz von 1948 grundsätzlich dadurch gelöst war, dass sie sich auf die gemeinsame Erarbeitung eines Konzepts für eine internationale Behörde einigten, die einen internationalen Zugang zum deutschen Kohle- und Stahlmarkt gewährleisten sollte, das spätere Ruhrstatut, war auch der Weg für den nächsten gemeinsamen Schritt frei, die Schaffung einer Rechtsgrundlage für den Aufbau einer deutschen Zentralregierung in Westdeutschland nach Maßgabe der Frankfurter Dokumente. Das Ruhrstatut nahm 1949 konkrete Formen an und führte zur Einrichtung der Internationalen Ruhrbehörde (International Authority for the Ruhr, Autorité internationale de la Ruhr) in Düsseldorf. Die Behörde kontrollierte rund 40 % der deutschen Industrieproduktion. Der Parlamentarische Rat lehnte das Ruhrstatut als „Diskriminierung“ ab. Karl Arnold, der Ministerpräsident Nordrhein-Westfalens, erklärte sich mit den anderen Ministerpräsidenten deutscher Länder bereit, das Ruhrstatut unter der Bedingung zu akzeptieren, dass auch die anderen montanindustriellen Standorte im Westen Europas derselben Kontrolle unterstellt werden. Diese Bedingung erfüllte sich mit dem Ruhrstatut noch nicht, jedoch kam es in der Folge zu Diskussionen über die Entwicklung einer Wirtschaftsunion europäischer Länder. Mit dem Petersberger Abkommen akzeptierte die erste Bundesregierung unter Konrad Adenauer das Ruhrstatut und ließ im Dezember 1949 dem Rat der Internationalen Ruhrbehörde drei stimmberechtigte Mitglieder beitreten. Damit war eine Grundlage zur Fortentwicklung der Überlegungen in Form des Schuman-Plans von 1950 gelegt, der seinerseits eine Basis für die Gründung der Europäischen Gemeinschaft für Kohle und Stahl im Jahr 1951 bildete. Die später offizielle französische Vorstellung, dass in der französischen Ruhrpolitik ein radikaler Richtungswechsel zu erfolgen habe und dass ein „europäisches Gebilde“ geschaffen werden müsse, war bereits in einer Denkschrift angelegt, die Jean Monnet am 5. August 1943 in Algier verfasst hatte. Eine Vorstufe auf dem Weg zur Gemeinschaftsmethode der späteren Europäischen Union wurde ins Auge gefasst.

## Historische Deutung
Die Beweglichkeit Frankreichs in der Ruhr- und Deutschlandpolitik nach dem Zweiten Weltkrieg und der Schwenk hin zu einer „Vergemeinschaftung“ der Montanindustrie, die durch den Schuman-Plan eröffnet wurde, wird mit einem Erkenntnisprozess auf französischer Seite erklärt. Frankreich habe allmählich erkannt, dass seine harte Deutschlandpolitik, die es unter seinem Außenminister Raymond Poincaré gegenüber der Weimarer Republik gezeigt hatte, ihm letztlich selbst nur geschadet hat und somit gescheitert ist. Außerdem wird der Paradigmenwechsel in der französischen Außenpolitik mit dem französischen Interesse an dem Marshallplan erklärt. Um seinen eigenen Wiederaufbau aus Geldern dieses Plans finanzieren zu können, musste sich Frankreich auf den politischen Kurs zur Integration Westdeutschlands einlassen, den insbesondere die Vereinigten Staaten im Zuge ihrer Containment-Politik vorgaben.